# نمایش مصائب
نمایش مصائب (به انگلیسی: Passion play)یکی از آئین‌های سنتی و مذهبی کاتولیک‌ها است که طی آن مصائب عیسی مسیح همچون محاکمه، رنج، شکنجه، مرگ و سرانجام مصلوب شدن به نمایش درمی‌آید. این مراسم یکی از آیین‌های همراه روزه داری به‌شمار می‌رود و در تمام اروپا و بخش‌هایی از آسیای شرقی از لهستان و رومانی و اسپانیا تا فیلیپین رواج دارد. Passion play این مراسم در برخی گروه‌های مسیحی یکی از آیین‌های همراه روزه بشمار می‌رود.

روز نخست هفتهٔ پاک یا هفته فصح یا هفته مقدس (۲۹ مارس: هفته آخر زندگانی مسیح) است. هفته‌ای که مصلوب شدن و رستاخیز عیسی در آن صورت گرفته‌است.قدیمی‌ترین کتاب نگاشته شده درباره این آیین Škofja Loka Passion Play نام دارد که قدیمی‌ترین درام در زبان اسلونیایی نیز به‌شمار می‌رود. این کتاب سه با در قرن نوزدهم و سالهای ۱۹۹۹، ۲۰۰۰ و ۲۰۰۹ به نمایش درآمده‌است.

## هفته مقدس
در مسیحیت هفته مقدس آخرین هفته روزه بزرگ می‌باشد که از یکشنبه نخل آغاز می‌شود و تا شنبه شب زنده داری عید پاک ادامه می‌یابد. این هفته شامل روزهای مذهبی و تعطیل یکشنبه نخل، پنج‌شنبه فرمان (روز شستن پای بی‌نوایان) و جمعه نیک می‌باشد. این هفته از یکشنبه نخل (در کشورهای مسیحی شرقی به خصوص مذهب ارتودوکس، یکشنبه لازاروس) آغاز می‌شود و در کل شامل عید پاک نمی‌باشد. هفته مقدس هفته آخر زندگی عیسی مسیح در کره خاکی بوده است که توسط مسیحیان به صورت سالانه جشن گرفته می‌شود.

## منابع

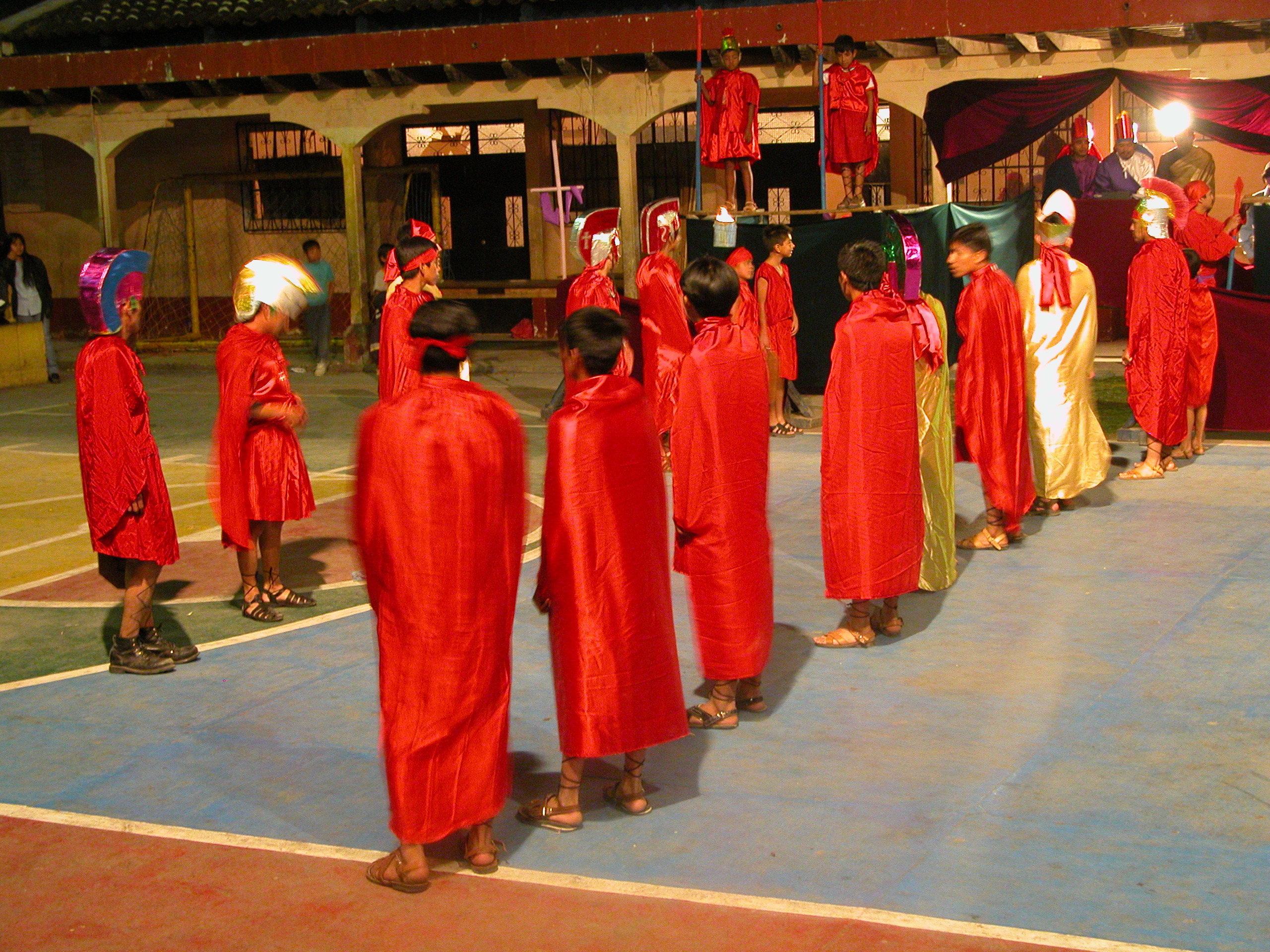
سربازان رومی منتظر ورود مسیح تا او را تحویل قیصر دهند.